# Utökade reella tallinjen
Utökade reella tallinjen är ett begrepp inom matematik. Det är den reella tallinjen med två extra punker: en "negativ" och en "positiv oändlighet" med beteckningarna {\displaystyle -\infty } och {\displaystyle \infty }. Utökade reella tallinjen är viktig till exempel inom måtteori och integrationsteori. 

## Formell definition
Låt {\displaystyle \mathbb {R} } vara reella tallinjen. Utökade reella tallinjen är en mängd
{\displaystyle {\overline {\mathbb {R} }}:=\mathbb {R} \cup \{-\infty \}\cup \{\infty \},}
där punkerna {\displaystyle -\infty } och {\displaystyle \infty } uppfyller följande:
- {\displaystyle -\infty <a<\infty } för alla {\displaystyle a\in \mathbb {R} }
- {\displaystyle -(\infty )=-\infty } och {\displaystyle -(-\infty )=\infty }
- {\displaystyle \infty +\infty =\infty } och {\displaystyle \infty \cdot \infty =\infty }
- {\displaystyle a\cdot \infty =\infty \cdot a=\infty } för alla {\displaystyle a>0\,}
- {\displaystyle a(-\infty )=(-\infty )a=-\infty } för alla {\displaystyle a>0\,}
- {\displaystyle a\cdot \infty =\infty \cdot a=-\infty } för alla {\displaystyle a<0\,}
- {\displaystyle a(-\infty )=(-\infty )a=\infty } för alla {\displaystyle a<0\,}
- {\displaystyle a+\infty =\infty +a=\infty } för alla {\displaystyle a\in \mathbb {R} }
- {\displaystyle \infty -a=\infty } för alla {\displaystyle a\in \mathbb {R} }
- {\displaystyle a-\infty =-\infty } för alla {\displaystyle a\in \mathbb {R} }
- {\displaystyle {\frac {a}{\infty }}=0} för alla {\displaystyle a\in \mathbb {R} \setminus \{0\}}
- {\displaystyle {\frac {a}{0}}=\infty } för alla {\displaystyle a>0\,}
- {\displaystyle {\frac {a}{0}}=-\infty } för alla {\displaystyle a<0\,}

Ibland, till exempel inom måtteori, definieras även:
- {\displaystyle 0\cdot \infty =\infty \cdot 0=0} och {\displaystyle 0\cdot (-\infty )=(-\infty )\cdot 0=0.}

Uttrycken
- {\displaystyle {\frac {\infty }{\infty }}}, {\displaystyle {\frac {\infty }{0}}}, {\displaystyle {\frac {0}{\infty }}}, {\displaystyle \infty -\infty } och {\displaystyle {\frac {0}{0}}}

är inte definierade i {\displaystyle {\overline {\mathbb {R} }}}.

## Egenskaper
- Det går att visa att paret {\displaystyle ({\overline {\mathbb {R} }},\leq )} är en ordnad mängd.